# Emathis weyersi
Emathis weyersi là một loài nhện trong họ Salticidae.
Loài này thuộc chi Emathis. Emathis weyersi được Eugène Simon miêu tả năm 1899.